# Antonio Maria Ambrogi
Antonio Maria Ambrogi (Florencia, 13 de junio de 1713-Roma, 11 de febrero de 1788) fue un jesuita, humanista y filólogo italiano.

## Biografía
Ambrogi fue vicerrector (1744-1746) del colegio Tolomei de Siena y profesor de retórica (1746-1752) del de Florencia, donde se encargó luego de las lecciones sacras (1752-1756). Enseñó, por fin, retórica en el Collegio Romano dieciséis años (1756-1772). Sus últimos años los pasó en la residencia del Gesù en Roma. 
Durante su estancia en Florencia, con el fin de proporcionar al teatro jesuita temas nuevos, Ambrogi tradujo ocho tragedias de Voltaire, con variaciones y cortes, y él mismo escribió dos: La morte di Gionata Maccabeo y Gioàs. En Roma, publicó la traducción del francés de las cartas de Johann Jakob Scheffmacher, que polemizan contra el luteranismo y, a petición de Clemente XIII, la traducción del controvertido libro, La réalité du projet de Bourg-Fontaine de Henri Michel Sauvage, que expone una presunta conspiración deista de los jansenistas. Su obra literaria más importante fue su edición en folio de las Geórgicas, Bucólicas y Eneida de Virgilio, con su traducción italiana, variantes, comentario, disertaciones, y admirables grabados, sacados del famoso códice vaticano. Su traducción de cartas selectas de Cicerón se editó muchas veces hasta 1843. En 1783 se publicó, asimismo, su versión de la Histoire du Pélagianisme de Louis Patouillet.

## Obras
- Ragguaglio istorico della vita, virtù e morte del Padre Marcello Francesco Mastrilli della Compagnia di Gesù... (Florencia, 1749).
- Le tragedie del Signor di Voltaire adattate all'uso del teatro italiano, 2 v. (Florencia, 1752).
- La morte di Gionata Macabeo. Tragedia (Florencia, 1755).
- Lettere del P. Gianjacopo Scheffmacher della Compagnia di Gesù a un Gentiluomo protestante..., 2 v. (Venecia, 1757).
- P. Vergilii Maronis Bucolica, Georgica et Aeneis, 3 v. (Roma, 1763- 1765).
- Lettere scelte di M. T. Cicerone tradotte... (Roma, 1780).